# Pararge triops
Pararge triops är en fjärilsart som beskrevs av Fuchs 1889. Pararge triops ingår i släktet Pararge och familjen praktfjärilar. Inga underarter finns listade i Catalogue of Life.